# リア王

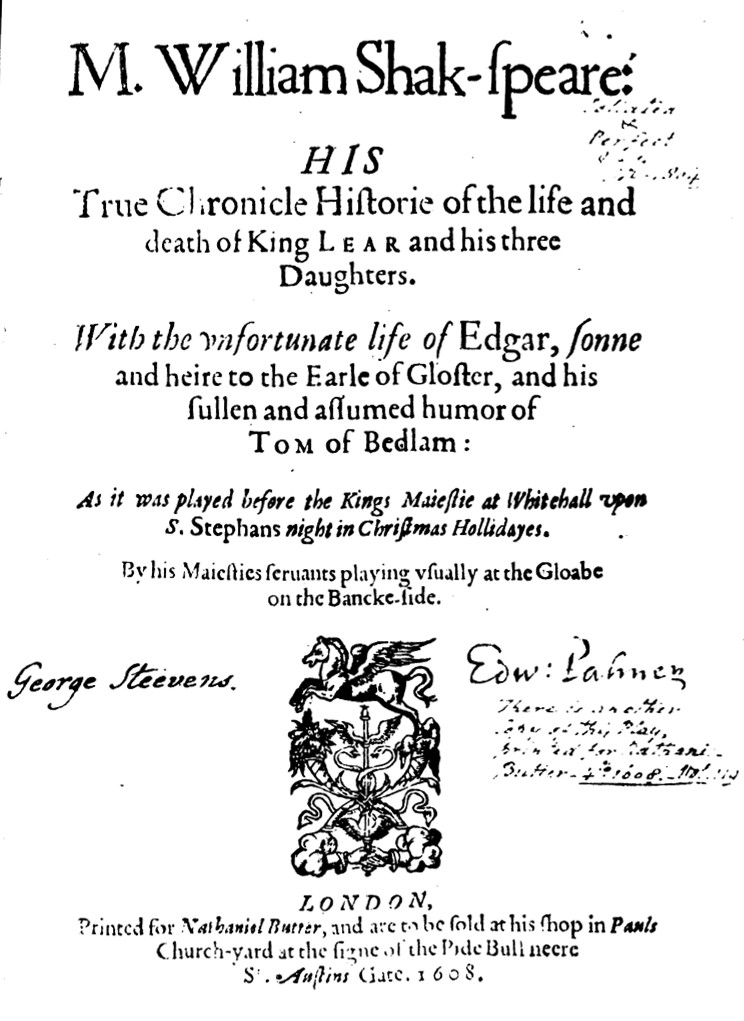
1608年の『リア王』四折版の表紙

『リア王』（リアおう、King Lear）は、ウィリアム・シェイクスピア作の悲劇。5幕。1605年から1606年頃初演。シェイクスピア四大悲劇の一つ。

## 概要
ブリテンの老王リアは、王位を退くにあたって、3人の娘のうちで孝行な者に領地を与えると約束する。甘言を弄した長女と次女に領地を与え、素直な物言いをした三女を怒りのあまり追放してしまう。しかし、信じて頼った長女と次女に裏切られ、流浪の身となる。やがて三女の真心を知り、フランス王妃となった彼女の力を借りて2人の軍勢と戦うも敗れ、三女は処刑、狂乱と悲嘆のうちにリア王も没する。リア王に従う道化の皮肉に満ちた言葉は、現世の不条理を深く突き、四大悲劇中最も壮大な構成の作品との評もある。
『リア王』には異なる2つの版がある。1608年に「四折版」で出版された『The True Chronicle of the History of the Life and Death of King Lear and His Three Daughters（リア王と三人の娘たちの生涯と死の歴史にまつわる真実の物語）』と、より劇的な1623年の「ファースト・フォリオ」に収められた『The Tragedy of King Lear（リア王の悲劇）』である。これまでは2つの版を合成して出版するのが通例だったが、近年になって、オックスフォード版やニュー・ケンブリッジ版など、2つをそれぞれ独立した作品として出版する場合が多い。

## 材源
リア王のモデルはブリトン人の伝説の王レイアで、それに関するさまざまな文献が『リア王』の材源となっている。その中でもとくに重要なものは、史劇でも主材源として使っていたラファエル・ホリンシェッドの『年代記（Chronicles）』（1587年出版の第2版）だが、これは12世紀のジェフリー・オブ・モンマスの『ブリタニア列王史』に基づいている。1590年のエドマンド・スペンサー作『妖精の女王』にもコーディリアという名前の登場人物が出てきて『リア王』同様殺される。
他の材源としては、ジョン・ヒギンズの『為政者の鑑 (Mirror for Magistrates)』（1574年）、ジョン・マーストンの『不満家（The Malcontent）』（1604年）、シェイクスピア外典の『ロンドンの放蕩者』（1605年）、フィリップ・シドニーの『アーケイディア』（1580年 - 1590年。グロスター伯、エドガーとエドマンドの話はここから取られている）、1603年にジョン・フロリオ（John Florio）が英訳したミシェル・ド・モンテーニュの『エセー』、ウィリアム・ハリソン（William Harrison）の『An Historical Description of Iland of Britaine』、ウィリアム・キャムデンの『Remaines Concerning Britaine』（1606年）、ウィリアム・ワーナー（William Warner）の『Albion's England（アルビオンのイングランド）』（1589年）、Samuel Harsnettの『A Declaration of egregious Popish Impostures』（1603年）。エドガーが狂気を装った時に使う言い回しのいくつか）が挙げられる。
『リア王』と内容が類似した『レア王』という作者不詳の劇がある（1605年出版）。アーデン版の編者R・A・フォークスは、シェイクスピアはこの『レア王』のテキスト（上演の記憶からではなく）を材源にしたとするが、リヴァーサイド版の編者フランク・カーモードはその時には既にシェイクスピアは『リア王』を書き上げていたと反論している。1936年、A・S・ケアンクロスは、2つの劇の関係は逆である、つまり、シェイクスピアの『リア王』が先に書かれ、『レア王』の作者はそれを模倣したのだと主張した。しかし、1594年の書籍出版業組合記録に『レア王』の記載があり、同年のフィリップ・ヘンスロー（Philip Henslowe）の日記にも『レア王』を1594年にローズ座で観劇したという記録が残っている。しかし、この2つは綴りは違うが『リア王』のことだとする意見もある。ちなみに『レア王』はめでたく終わっているが、シェイクスピアは悲劇とし、『レア王』には登場しない道化（シェイクスピアが自らの作によく登場する道化を集成させたものと言われる）やグロスター伯らに関する話がある。

## 創作時期
出版登録がなされたのは1607年11月26日で、1606年12月26日に宮廷で上演されたと記されている。よって、1606年末以前に書かれたと考えられる。
もし出版された『レア王』をもとにしたのであれば、1605年の下半期から1606年の間に執筆されたことになる。

## 上演
初演はシェイクスピアの属するグローブ座であると考えられる。
だが1681年、ネイアム・テイト（Nahum Tate）によって喜劇に仕立て上げられ、話の筋を大幅にハッピーエンドに書き直した。例えば、リア王は最後に復位し、道化も下品という理由で登場しない。この改変された版は以降19世紀前半まで上演され、1838年にウィリアム・チャールズ・マクレディ（William Charles Macready）主演・演出によるオリジナルの『リア王』が上演されるまで続いた。

## 登場人物

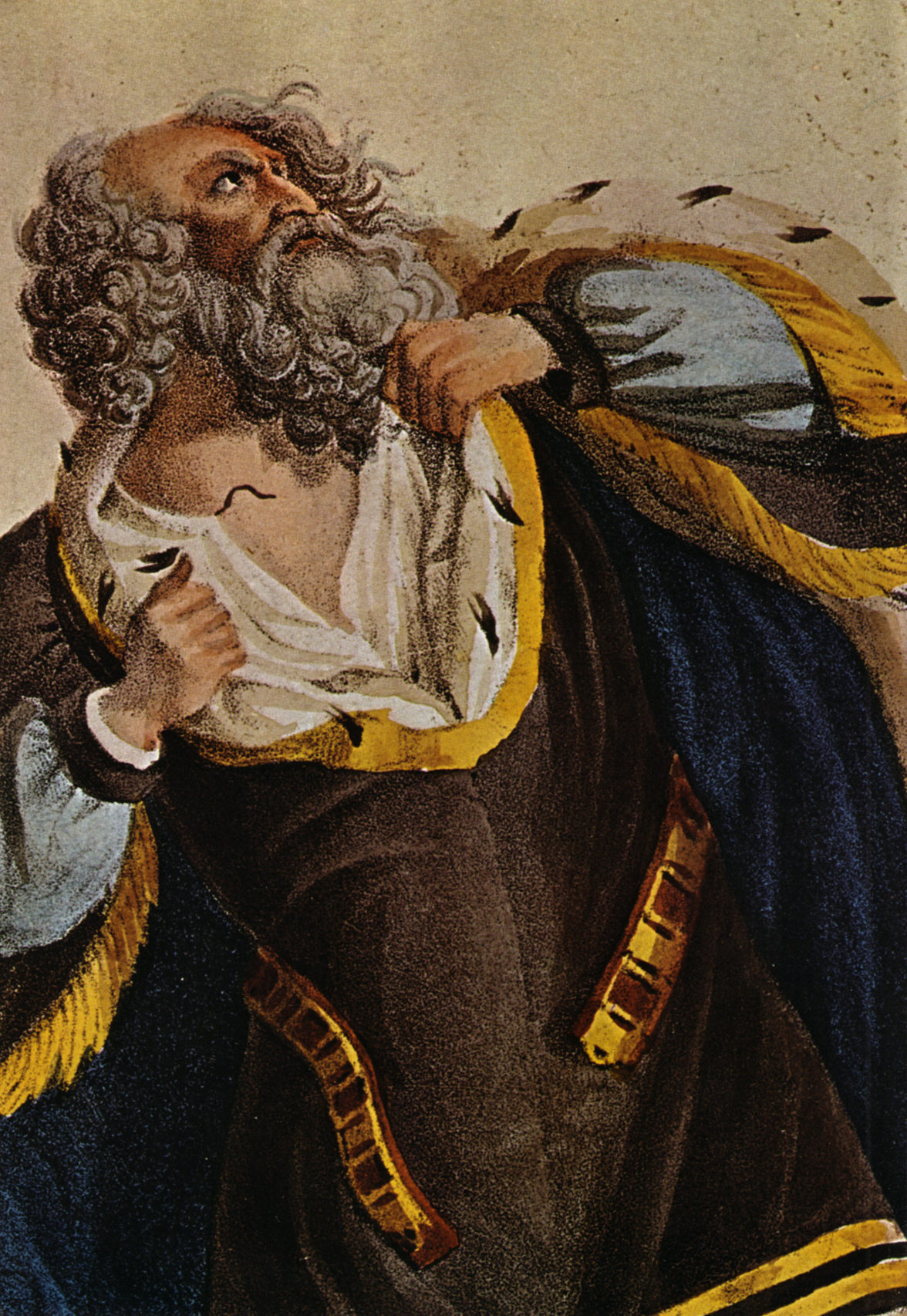
おそらく1769年のジャン＝フランソワ・デュシーによる上演でリア王を演じたLudwig Devrienを描いた絵（作者不詳、1769年）

リア王 (King Lear)
ブリテン王。生来の気性の荒さと老いからくる耄碌から、娘ゴネリルとリーガンの腹の底を見抜けず、悲嘆と狂乱のうちに哀れな最期を遂げる。
コーディリア (Cordelia)
リアの実直な末娘。勘当されるが、誠実なフランス王の妃となる。
ゴネリル (Goneril)
リアの長女。オールバニ公の妻。リーガンと共に甘言を弄してリアを裏切る。
リーガン (Regan)
リアの次女。コーンウォール公の妻。
ケント伯 (Earl of Kent)
リアの忠臣。リアに諫言したために追放され、以降は変装してリアのもとに仕える。
グロスター伯 (Earl of Gloucester)
エドガーとエドマンドの父。エドマンドの姦計によってエドガーを勘当してしまう。
エドガー (Edgar)
グロスター伯の嫡子。異母弟エドマンドの姦計によって父から勘当される。
エドマンド  (Edmund)
グロスター伯の庶子。野心家で、異母兄エドガーの追放に成功する。ゴネリルと不倫関係を持つ一方で、コーンウォール公を失ったリーガンと恋仲になる。
オールバニ公 (Duke of Albany)
ゴネリルの夫。妻ゴネリルとは正反対に、リアに忠節を尽くす。
コーンウォール公 (Duke of Cornwall)
リーガンの夫。
フランス王 (King of France)
コーディリアの求婚者。勘当され持参金を持たないコーディリアを喜んで王妃とする。
オズワルド (Oswald)
ゴネリルの執事。彼女の言いつけ通り、リアを陥れる。
道化 (Fool)
リア付きの道化師。彼の皮肉に満ちた言葉はリアの核心を幾度となく突くことになる。

## あらすじ
ブリテンの王であるリアは、高齢のため退位するにあたり、国を3人の娘に分割し与えることにした。長女ゴネリルと次女リーガンは巧みに甘言を弄し父王を喜ばせるが、末娘コーディリアの実直な物言いに立腹したリアは彼女を勘当し、コーディリアをかばったケント伯も追放される。彼女は勘当された身でフランス王妃となり、ケントは風貌を変えてリアに再び仕える。
リアは先の約束通り、2人の娘ゴネリルとリーガンを頼るが、裏切られて荒野をさまようことになり、次第に狂気にとりつかれていく。リアを助けるため、コーディリアはフランス軍とともにドーバーに上陸、父との再会を果たす。だがフランス軍はブリテン軍に敗れ、リアとコーディリアは捕虜となる。ケントらの尽力でリアは助け出されるが、コーディリアは獄中で殺されており、娘の遺体を抱いて現れたリアは悲しみに絶叫し世を去る。

## 日本語訳
- 坪内逍遥訳『リヤ王』（新版：新樹社、名著普及会ほか）。電子書籍化（2015年より）
- 斎藤勇訳『リア王』（開文社出版/旧・岩波文庫ほか）
- 小津次郎訳『リア王』（筑摩書房「筑摩世界文学大系」ほか）
- 福田恆存訳『リア王』（新潮社「シェイクスピア全集12」/新潮文庫）
- 木下順二訳『リア王』（講談社『シェイクスピア Ⅶ』）
- 小田島雄志訳『リア王』（白水Uブックス「シェイクスピア全集 28」）
- 野島秀勝訳『リア王』（岩波文庫）
- 安西徹雄訳『リア王』（光文社古典新訳文庫）
- 松岡和子訳『リア王』（ちくま文庫「シェイクスピア全集 5」）
- 河合祥一郎訳『新訳 リア王の悲劇』（角川文庫）、旧訳は三神勲
- 石井美樹子訳『真訳 シェイクスピア　四大悲劇』、河出書房新社

### 別版
- 文部省『小学国語読本』
  - 昭和初期の尋常小学校の国定教科書。小学生向けにハッピーエンドに変更されている。

### 漫画化
- 『リア王』（佐藤由美子画、曙出版、曙文庫）1976[7][8]
- 『リア王』（峯岸ひろみ画、ユニコン出版、世界名作コミック） 1978

## アダプテーション

### 映像化
多くの映画バージョンがあるが、代表的なものを下記に記す。
- 1953年、米CBSの生放送ドラマとしてオーソン・ウェルズ主演で映像化。→ リア王 (1953年のテレビ映画)（英語版）
- 1971年、ソビエト連邦で映画化。→ リア王 (1971年のソビエト映画)（英語版）
- 1971年、イギリスでピーター・ブルック監督、ポール・スコフィールド主演で映画化。→ リア王 (1971年のイギリス映画)（英語版）
- 1975年と1982年にBBCがマイケル・ホーダーン主演で映像化。→ リア王 (1982年の映画)
- 1985年、黒澤明が「リア王」をベースに『乱』を制作。
- 1987年、ジャン＝リュック・ゴダールが自分流の解釈で映像化。邦題は『ゴダールのリア王』。
- 1991年、ジェーン・スマイリー（英語版）が「リア王」をモチーフにした作品「大農場」を発表、ピューリッツァー賞 フィクション部門を受賞。この小説は1997年にジョスリン・ムーアハウス（英語版）監督で映画化された。邦題は『シークレット/嵐の夜に』。
- 1997年、イギリスのテレビでイアン・ホルム主演で映像化。
- 1999年、イギリスでブライアン・ブレスド監督・主演で映画化。→ リア王 (1999年の映画)（英語版）
- 2008年、イギリスのテレビでイアン・マッケラン主演で映像化。→ リア王 (2008年のテレビ映画)（英語版）
- 2018年、イギリスでアンソニー・ホプキンス主演でテレビ映像化。→ リア王 (2018年のテレビ映画)（英語版）

作品を基に製作されたドラマを下記に記す。
- 北斗王 (1971)： 三國連太郎主演ドラマ。1971年3月27日放送の単発ドラマで翻案・脚本は山崎正和。舞台を日本の平安時代に置き換えている。二人の姉は大姫、中姫、コーデリアに当たる末娘は「小照姫」と言う役名になっていた。(NHK)
- 王様の心臓〜リア王より〜：西田敏行 主演ドラマ（2007年4月6日、日本テレビ）
- 未来世紀シェイクスピア (2008)： AAA(トリプル・エー)主演ドラマ。(関西テレビ)

### オペラ化
- 1978年、アリベルト・ライマン作曲の歌劇「リア王」が完成。同年7月9日、ライマンに作曲を勧めたディートリヒ・フィッシャー＝ディースカウを題名役としてミュンヘンのバイエルン州立歌劇場で初演。レコード録音も行われた。
- 1998-99年、フィンランドの作曲家アウリス・サッリネンが同名の歌劇を作曲。マッティ・サルミネンをタイトル・ロールとして、2000年9月15日ヘルシンキのフィンランド国立オペラでオッコ・カムの指揮で初演された。

### プロレス
- 2008年8月7日、横浜赤レンガ倉庫ホールに於いて、横浜を拠点としてプロレス興行を行っている大日本プロレスにより、大日本プロレス「リア王」が開催された。同団体の社長であるグレート小鹿(66歳)がリア王を演じ、団体を3分割すると云うシェイクスピアの原作に基づく形で試合が組まれた。同社は試合中流血を伴うデスマッチ形式の試合を興行の主軸として居る為「世界で初めて本物の血が流れる、シェイクスピア作品」として話題を集めた。